# Tunica lui Iosif
Tunica lui Iosif este un tablou al pictorului baroc spaniol Diego Velázquez, realizat în 1630 și aflat acum în muzeul Sacristía Mayor del Monasterio de San Lorenzo de El Escorial (Madrid, Spania). Acesta a fost pictat în casa ambasadorului spaniol la Roma și readus în Spania alături de tabloul Apollo în fierăria lui Vulcan.